# Ferdinando Pappalardo
Ferdinando Pappalardo (Acquaviva delle Fonti, 3 maggio 1947) è un politico italiano.
Professore associato di Teoria e storia dei generi letterari presso l'Università degli Studi di Bari, è stato Senatore della Repubblica nelle legislature XII e XIII tra le liste dell'Ulivo.

## Opere (selezione)[1]
- Riforma e restaurazione della critica letteraria: dall'impegno alla funzione, in AA.VV., Critica politica e ideologia letteraria, a cura di A. Leone De Castris, De Donato, Bari 1973, pp.49-91.
- Per una rilettura della canzone d'amore del Cavalcanti, in "Studi e problemi di critica testuale", 13, 1976, pp. 47-76.
- Le parole e il tempo: sulla poesia di Gozzano, in "Lavoro critico", 6, 1976, pp. 47-104.
- Due progetti di Novecento poetico, in "Lavoro critico", 15/16, 1978, pp. 209-218.
- Intellettuali e Stato nel dibattito sulla Conciliazione, in "Lavoro critico", 19, 1980, pp. 209-270.
- L'apologo dell'operaio Faussone, in "Rapporti", 16-17, 1980, pp.100-102.
- La menzogna del poeta. Appunti sul Moretti crepuscolare, in "Il lettore di provincia", 41-42, 1980, pp. 36-48.
- Rubè fra tradizione e crisi, in "Lavoro critico", 20, 1980, pp. 47-79.
- Il viaggio e il suo racconto, in "Il lettore di provincia", 56, 1984, pp. 7-11.
- Il paradosso della letteratura, in "Italianistica", 3, 1985, pp. 471-473.
- l ritmo e il senso, in "L'Albero", 73-74, 1985, pp. 293-294. Il Kipling di Serra, in "Il lettore di provincia", 63, 1985, pp. 61-70.
- Il Novecento, a cura di N. Valerio e F. P., in La letteratura nella storia d'Italia, a cura di F. Tateo, N. Valerio e F. Pappalardo, volume III, tomo 2°, Edizioni Il Tripode, Napoli 1985. Montale e la tradizione, in "Lavoro critico", 1985, pp. 101-104.
- Storia della letteratura e tradizione culturale, in "Lavoro critico", 1986, pp. 119-125.
- La gaia impostura. A proposito del Consiglio d'Egitto di Leonardo Sciascia, in AA.VV., Della Capitanata e del Mezzogiorno. Studi per Pasquale Soccio, a cura di Antonio Motta, Lacaita Editore, Manduria 1987, pp.119-127.
- Lettura del canto X dell'Inferno, in AA.VV., Lectura Dantis (Potenza 1984-1985), Congedo Editore, Lecce 1987, pp. 85-104.
- Rec. a Pasquale Guaragnella, La prosa e il mondo [Adriatica Editrice, Bari 1986], in "Studi e problemi di critica testuale", 35, ottobre 1987, pp. 200-203.
- L'umoristica epopea del 'detective'. A proposito di The Big Sleep di Raymond Chandler, in AA. VV., Il giallo degli anni Trenta, Edizioni Lint, Trieste 1988, pp. 299-309
- Il mito e lo spettacolo. Sul Fuoco di Gabriele D'Annunzio, in AA.VV., La torre abolita. Saggi sul romanzo italiano del Novecento, a cura di F. P., Edizioni Dedalo, Bari 1988, pp.13-48.
- La coscienza e il lavoro: l'istruzione pubblica, in AA.VV., Storia d'Italia. Le regioni dall'Unità a oggi: la Puglia, Einaudi, Torino 1989, pp. 561-601.
- Lettura del canto III del Purgatorio, in AA.VV., Lectura Dantis (Potenza 1985-1986), Congedo Editore, Lecce 1990, pp. 25-39.
- L'allegoria dell'aquila (Paradiso, canti XVIII-XX), in AA.VV., Lectura Dantis (Potenza 1986-1987), Congedo Editore, Lecce 1990, pp. 95-114.
- L'amore e la donna "judia". Appunti su un motivo della poesia napoletana di ispirazione popolaresca del Quattrocento, in "Sefer Yuhasin", 1-3, 1990, pp. 1-8.
- Il romanzo moderno fra teoria e storia della letteratura, in AA.VV., Letture di 'finzioni'. Proposte didattiche e percorsi possibili nella narrativa tra Ottocento e Novecento, Casa Editrice Il Salice, Potenza 1991, pp. 5-21.
- Nota introduttiva, in S. Sbrollini, Bruna che ridi e altri versi, a cura di F.P., Palomar, Bari 1992, pp. 9-16.
- Come si diventa ciò che si è: l'Autobiografia di Saba, in AA.VV., Scritture di sé. Autobiografismi e autobiografie, a cura di F. P., Liguori Editore, Napoli 1994, pp. 169-214.
- Il verismo in Puglia e in Lucania, in I verismi regionali. Atti del Congresso Internazionale di Studi. Catania, 27-29 aprile 1992, volume II, Fondazione Verga, Catania 1996, pp. 557-583.
- Bari letteraria tra Otto e Novecento, in Storia di Bari. Il Novecento, a cura di F. Tateo, Editori Laterza, Bari 1997, pp. 125-155.
- Letteratura Italiana. Il Novecento, Edizioni B. A. Graphis, Bari 1999. Nota introduttiva, in M. Moretti, Poesie scritte col lapis, a cura di F.P., Palomar, Bari 2002, pp. 7-16.
- Sette storie di fantascienza, a cura e con una "Guida alla lettura" di F. P., Edizioni B. A. Graphis, Bari 2003.
- Le svolte nella letteratura italiana / 3. "Fine secolo" e Novecento, Edizioni B.A. Graphis, Bari 2005. La rovina dell'angelo. Appunti per un saggio sui Mottetti di Eugenio Montale, in Forme e contesti. Studi in onore di Vitilio Masiello, a cura di F. Tateo e R. Cavalluzzi, Laterza, Roma-Bari 2005, pp. 631-665.
- Lo "spetro ideale". Saggi su Gozzano Saba Montale, Palomar, Bari 2006.
- Amor divino e "lingua mortale", in Iacopone da Todi, Laude, a cura di F.P., Palomar, Bari 2006, pp. 7-29. Lavoro e coscienza di classe nel Metello di Pratolini, in P. Voza (a cura di), Lavoro, diritto eletteratura italiana, Cacucci Editore, Bari 2008, pp. 83-104.
- L'universo dei segni. Scienza e letteratura nei racconti "cosmicomici" di Italo Calvino, in In un concerto di voci amiche. Studi di Letteratura italiana dell'Otto e Novecento in onore di Donato Valli, tomo secondo (a cura di A.L. Giannone), Congedo Editore, Galatina 2008, pp. 831-855.
- Teorie dei generi letterari, Edizioni B.A. Graphis, Bari 2009.
- C'eravamo tanto amati. Bari e la sua Università, in AA.VV., L'intelligenza della città. Barie la Puglia tra realtà e progetto, Progedit, Bari 2010, pp. 88-118.